# Герцог Монтесума де Тультенго

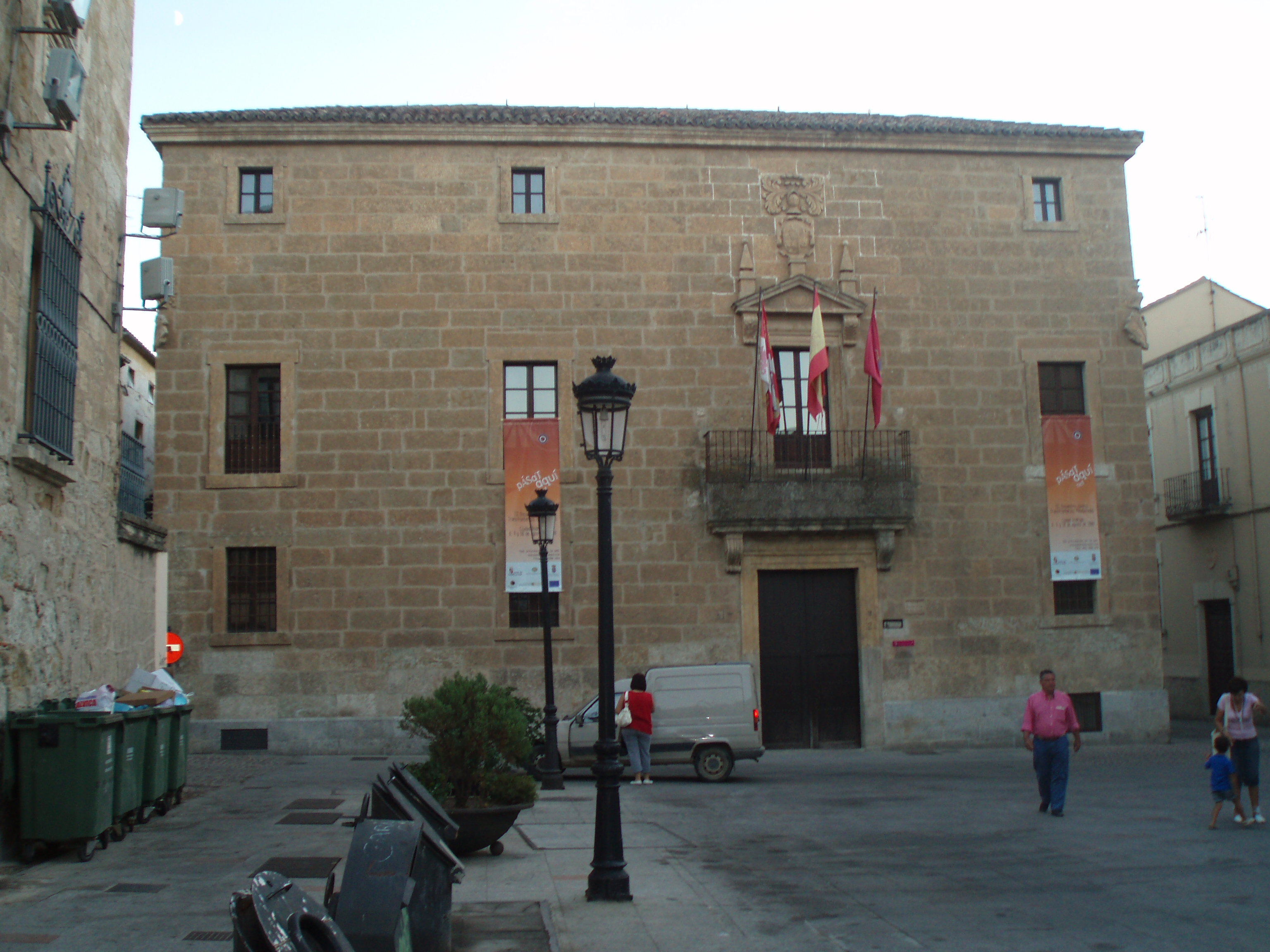
Дворец Монтесума, Сьюдад-Родриго, один из многих дворцов, воздвигнутых потомками Монтесумы II.

Герцог Монтесума де Тультенго (исп. Duque de Moctezuma de Tultengo) — наследственный испанский дворянский титул, который носят потомки Монтесумы II (1466—1520), 9-го тлатоани империи ацтеков (1502—1520). С 13 мая 1766 года — гранды Испании.

## История
Герцогский титул был пожалован 11 октября 1865 года королевой Испании Изабеллой II Антонио Мария Марсилье де Теруэль-Монтесума и Наварро, 14-му графу Монтесума де Тультенго и 11-му маркизу де Тенеброну.
Первоначально титул графа де Монтесума был пожалован королем Филиппом IV 13 ноября 1627 года Педро Тесифону Моктесуме де ла Куэве (1627—1639), 1-му виконту Илукану, сеньору Тулы и Пеза, кавалеру Ордена Сантьяго. Он был потомком Тлакауэпанцин (в крещении — Дон Педро), одного из сыновей императора Монтесумы II. Король Испании Карл II в 1639 году пожаловал второму обладателю этого титула, Диего Луису де Монтесуме и Порресу, 2-му графу Монтесуме (1639—1680), приставку к титулу «де Тультенго». Город Тультенго входил в состав мексиканского штата Идальго, который входил в наследство сына Монтесумы, Педро. Все последующие носители титулы с 1635 по 1865 годы именовались « графы Монтесума де Тультенго».
Нынешний обладатель титула — Хуан Хосе Марсилья де Теруэль-Монтесума и Валькарсель, 6-й герцог Монтесума де Тультенго и 16-й маркиз де Тенеброн (с 2014 года).

## Список владельцев титула

### Графы Монтесума и графы Монтесума де Тультенго
|                              | Титул | Период                      |
| Креация создана Филиппом IV  | Креация создана Филиппом IV | Креация создана Филиппом IV |
| Графы Монтесума              | Графы Монтесума | Графы Монтесума             |
| ---------------------------- | --- | --------------------------- |
| I                            | Педро Тесифон де Монтесума и де ла Куэва, 1-й граф де Монтесума, 1-й виконт де Илукан (ок. 1585—1664), сын Диего-Луиса де Монтесумы и Франсиски де ла Куэва и Валенсуэлы | 1627-1639                   |
| Графы Монтесума де Тультенго | |                             |
| Креация создана Карлом II    | |                             |
| II                           | Диего Луис де Монтесума и Поррес, 2-й граф де Монтесума, 2-й виконт де Илукан, единственный сын предыдущего и Херонима дель Кастильо Поррес и Салазар | 1639-1680                   |
| III                          | Херонима Мария де Монтесума и Хофре де Лоайса, 3-я графиня де Монтесума, 3-я виконтесса де Илукан (ум. 1708), единственная дочь предыдущего от первого брака с Луизой Марией Хофре де Лоайсой и Каррильо | 1680-1692                   |
| IV                           | Фауста Доминга Сармьенто де Валладарес и Монтесума, 4-я графиня де Монтесума, 4-я виконтесса де Илукан (ум. 16 июля 1701), старшая дочь предыдущей и Хосе Сармьенто де Валладарес и Аринес, 1-го герцога де Атристо (ум. 1708)                                                                                               | 1692-1697                   |
| V                            | Мельхора Хуана Сармьенто де Валладарес и Монтесума, 2-я герцогиня де Атристо, 5-я графиня де Монтесума, 5-я виконтесса де Илукан (ум. 21 декабря 1735), младшая сестра предыдущей | 1697-1717                   |
| VI                           | Мария Тереза Ньето де Сильва и Монтесума, 6-я графиня де Монтесума, 3-я маркиза де Тенеброн, 6-я виконтесс де Илукан (22 июля 1669 — 17 ноября 1701), дочь Феликса Ньето де Сильвы и Херонимы Сиснерос де Монтесумы, внучка Терезы Франсиски де Монтесумы и Поррес, дочери 1-го графа де Монтесумы, вторая кузина предыдущей | 1717 — ?                    |
| VII                          | Херонимо Мария де Оса Ньето де Сильва Сиснерос и Монтесума, 7-й граф де Монтесума, 4-й маркиз де Тенеброн, 7-й виконт де Илукан, единственный сын предыдущей и Гаспара де Оса Сармьенто де Суньиги и Наваро | ? — ?                       |
| VIII                         | Хоакин Хинес де Оса Монтесума и Мендоса, 8-й граф де Монтесума, 5-й маркиз де Тенеброн, 8-й виконт де Илукан (1733—1795), сын предыдущего и Хосефы де Мендоса Каамано и Сотомайор | ? — 1795                    |
| IX                           | Клара де Оса Монтесума и Мендоса, 9-я графиня де Монтесума, 6-я маркиза де Тенеброн, 9-я виконтесса де Илукан (1739—1799), сестра предыдущего | 1795-1799                   |
| X                            | Хосе Антонио Марсилья де Теруэль и Оса Монтесума, 10-й граф де Монтесума, 7-й маркиз де Тенеброн, 10-й виконт де Илукан (1755—1807), племянник предыдущей | 1799 — ?                    |
| XI                           | Мариана Хосефа Марсилья де Теруэль Монтесума и Гарсия де Алькарас, 11-я графиня де Монтесума, 8-я маркиза де Тенеброн, 11-й виконт де Илукан (?-?), дочь Хосе Антонио Марсильи де Теруэля Монтесумы, 10-го графа де Монтесумы, и Сальвадоры Гарсии де Алькарас и Торресилла де Пуэрто (1757—1823)                            | ? — ?                       |
| XII                          | Альваро Марсилья де Теруэль Монтесума и Калатаюд, 12-й граф де Монтесума, 9-й маркиз де Тенеброн, 12-й виконт де Илукан (ум. 1836), единственный сын предыдущей и Мельхора де Калатаюда | ? — 1836                    |
| XIII                         | Педро Нолансо Марсилья де Теруэль и Оса Монтесума, 13-й граф де Монтесума, 10-й маркиз де Тенеброн, 13-й виконт де Илукан (1779—1849), внучатый племянник предыдущего | 1836-1849                   |
| XIV                          | Антонио Мария Марсилья де Теруэль-Монтесума и Наварро, 14-й граф де Монтесума, 11-й маркиз де Тенеброн, 14-й виконт де Илукан (ум. 1 февраля 1890), второй сын предыдущего и Хосефы Наварро и Састре | 1849-1865                   |

### Герцоги Монтесума и герцоги Монтесума де Тультенго
|                                   | Титул | Период                       |
| Герцоги Монтесума                 | Герцоги Монтесума | Герцоги Монтесума            |
| Креация создана Изабеллой II      | Креация создана Изабеллой II | Креация создана Изабеллой II |
| --------------------------------- | --- | ---------------------------- |
| I                                 | Антонио Мария Марсилья де Теруэль-Монтесума и Наварро, 1-й герцог де Монтесума, 11-й маркиз де Тенеброн, 14-й виконт де Илукан (ум. 1 февраля 1890), второй сын Педро Ноласко Марсильи де Теруэль и Оса Монтесумы, 13-го графа де Монтесумы (ум. 1849), и Хосефы Наварро и Састре | 1865-1890                    |
| II                                | Луис Мария Монтесума-Марсилья де Теруэль и Линьян, 2-й герцог де Монтесума, 12-й маркиз де Тенеброн, 15-й виконт де Илукан (10 октября 1870—1929), второй сын предыдущего и Изабель де Линьян и Фернандес Рубио | 1890-1929                    |
| III                               | Луис Мария Монтесума-Марсилья де Теруэль и Гомес де Артече, 3-й герцог де Монтесума, 13-й маркиз де Тенеброн, 16-й виконт де Илукан (13 декабря 1897 — 6 сентября 1936), второй сын предыдущего и Марии де лос Анхелес Гомес де Артече и Рибота (1876—1910) | 1929-1936                    |
| IV                                | Фернандо Монтесума-Марсилья де Теруэль и Гомес де Артече, 4-й герцог де Монтесума, 14-й маркиз де Тенеброн, 17-й виконт де Илукан (7 июня 1899 — 20 ноября 1985), младший брат предыдущего | 1940-1985                    |
| Герцоги Монтесума де Тультенго    | |                              |
| Креация создана Хуаном Карлосом I | |                              |
| V                                 | Хуан Хосе Марсилья де Теруэль-Монтесума и Хименес, 5-й герцог Монтесума де Тультенго, 15-й маркиз де Тенеброн, 17-й виконт де Илукан (16 ноября 1924 — 18 июля 2012), старший сын Хуана Баутисты Марсильи де Теруэль Монтесумы и Гарсии (1895—1967) и Марии Хименес и Родригес (1906—1988), внук Педро Антонио Марсильи де Теруэль Монтесумы и Диес де Онате (1873—1954), правнук Педро Антонио Хервасио Марсильи де Теруэль-Монтесумы и Наварро (1827—1879), сына 13-го графа Монтесумы | 1992-2012                    |
| VI                                | Хуан Хосе Марсилья де Теруэль-Монтесума и Валькарсель, 6-й герцог Монтесума де Тультенго, 16-й маркиз де Тенеброн, 18-й виконт де Илукан (род. 14 января 1958), единственный сын предыдущего и Софии Валькарсель Кано (род. 1933) | 2014-                        |